# Билли, Чак
Чак Билли (англ. Chuck Billy, родился 23 июня 1962 года) — музыкант, наиболее известный по своему участию в качестве вокалиста в трэш-метал-группе Testament. Известен всем своим мощным по силе голосом и широким вокальным диапазоном: в течение своей музыкальной деятельности Чак использовал различные виды техник пения, начиная с «чистого» вокала, и заканчивая гроулингом, который он использует после 1994 года, а также их смешением. А на ранних альбомах группы он также использовал и скрим.

## Биография
Чак Билли родился 23 июня 1962 года в небольшом городке Дублин, который находится недалеко от Сан-Франциско. Отец у него коренной американец, а мать — из Мексики. Наполовину является индейцем помо, в резервации которых на севере Калифорнии его семье принадлежит 28 акров земли с виноградниками. До записи дебютного альбома группы Testament The Legacy Чак работал упаковщиком мебели и зарабатывал неплохие для него деньги, однако, когда компания не захотела предоставить ему отпуск на период записи, он уволился.
В его семье все были спортсменами, и родители хотели, чтобы Чак занимался спортом. Он играл и в футбол, и в бейсбол. Однако он хотел получить научную степень. Позже понял, что хочет заниматься музыкой.
Он также большой любитель татуировок.
В 2020 году у Чака Билли и его семьи обнаружен коронавирус, и они находились на карантине. По его словам, он не знает, где получил эту болезнь, но тем не менее 21 марта 2020 года результат анализов был положительным.

## Музыкальная деятельность
Как утверждает Чак, без Ронни Джеймса Дио и Брюса Дикинсона, которые были его музыкальными кумирами, он никогда бы не стал певцом. Также он выделяет Джеймса Хетфилда, как вокалиста и автора текстов песен, повлиявшего на него, особенно в ранние годы. Кстати говоря, Чак когда-то играл на гитаре и увлекался творчеством Kiss, Эдди Ван Халеном, и многими другими. После того, как его выгнали из школы, он пошел в музыкальный колледж, где брал уроки вокала и гитары. До группы Testament пел в группах Rampage и Guilt, которые играли в духе таких групп как Dokken, Mötley Crüe, и его вокал тогда был гораздо мелодичнее. Чак появился в группе Testament в 1986 году после того, как их вокалист Стив Суза покинул группу и присоединился к Exodus. В то время группа называлась Legacy, и выпустило несколько демо с вокалом Стива, а название Testament было придумано Билли Милано из S.O.D. и дано коллективу в период записи дебютного альбома, на котором в качестве вокалиста выступил уже Чак Билли. Кроме этого, он принял участие в написании композиции «Do or Die».
Чак был задействован и в других музыкальных проектах: в 1996 году проходил прослушивание в группе Sepultura, чтоб заменить ушедшего Макса Кавалеру. В том же году принял участие в сольном проекте гитариста Джеймса Мерфи, записав вокальные партии в песне «Touching the Earth» из альбома Convergence, а в 1999 году — в песне «No One Can Tell You» из альбома Feeding the Machine. В 2006 году Чак в качестве гостевого вокалиста принял участие в записи композиции «Crazy» группы Sadus, а также вместе с несколькими участниками из других групп принял участие в создании кавер версии композиции «Fear of the Dark» группы Iron Maiden для трибьют-альбома Numbers from the Beast. В этом же году Чак вместе со Стивом Сузой сформировал трэш-метал-группу Dublin Death Patrol, в которую, кстати, входят его братья Энди на гитаре и Эдди на басу, и с которой в 2007 году записал дебютный альбом DDP 4 Life. В 2008 году Чак принял участие в записи альбома Stormchaser группы Light This City, исполнив партии гостевого вокала на композиции «Firehaven». В 2009 году выступил как гостевой вокалист в песне «Live My Dream» с альбома Attitude норвежской метал группы Susperia. Также в 2014 году исполнил партии бэк-вокала в альбоме Blood In, Blood Out группы Exodus в композициях «BTK» и «Blood In, Blood Out». А позже выяснилось, что он стал одним из менеджеров группы. В этом же году принял участие в записи альбома Exit Wounds группы The Haunted, в песне «Trend Killer». Он также является участником супер-группы Metal Allegiance, как и его коллега по Testament Алекс Сколник. Он также принял участие в альбоме Imperium сольного проекта бывшего гитариста группы Megadeth Глена Дровера Walls of Blood, который вышел 22 февраля 2019 года. Кроме этого, принял участие в альбоме Anesthetic гитариста Lamb of God Марка Мортона. Также он записал кавер на «Mr. Crowley» Оззи Осборна и «Silent Night» Майкла Джексона. Выступил с группами Claustrofobia и Torture Squad на фестивале Rock in Rio 2019, где исполнил 3 песни из репертуара Testament. Принял участие в песне «The Crownless King» из альбома Atonement группы Killswitch Engage.
Подобно Фредди Меркьюри, Чак использует микрофон с незаконченной стойкой. На концертах во время проигрышей Чак имитирует гитарную игру на ней. По признанию самого музыканта, он в душе гитарист и поэтому так ведет себя на сцене.

## Рак
В 2001 году у Чака Билли был обнаружен рак. Это произошло после благотворительного концерта, посвященного фронтмену группы Death Чаку Шульдинеру. В 2001 году друзья Чака организовали благотворительный концерт Thrash of the Titans, организованный для сбора денег на медицинские расходы Билли в борьбе с раком. Во время назначенной ему химиотерапии у него выпали волосы. Он думал, ему придется забыть о карьере музыканта. Но Билли боролся с болезнью в течение следующих двух лет и начал принимать стероиды, чтобы компенсировать режим химиотерапии, длящейся по пять дней в неделю. Благодаря в том числе традиционной медицине коренных американцев, к которым музыкант принадлежит, он смог победить рак. Чак рассказал о своем знакомом лекаре Чарли, который провел исцеляющий ритуал:
«Я лежал на полу. У Чарли в руках был скипетр с орлом и флейта. Он играл — и под эти звуки, закрыв глаза, я видел, как лечу высоко в небе. Я продирался сквозь облака, слушая ветер, музыку и доносящийся откуда-то снизу волчий вой. Это было ни с чем не сравнимое ощущение, невероятное путешествие — и продолжая свой путь, я все удивлялся: как он это делает??? Потом поперек моей груди он положил перо орла — и я ощутил, будто там, внутри, что-то шевельнулось. Затем Чарли поднял меня и посадил. Он сказал, что со мной будут происходить странные вещи, и поначалу смысл их и логика будут совершенно непонятны. Но потом, по мере того, как все будет происходить, я начну понимать, что к чему. Увижу полную картину. И сказал ещё, что ветер — этой мой духовный проводник, он будет направлять меня. И ушел. Все это длилось примерно час. Затем…

Прошло несколько недель. Одним прекрасным вечером у нас была барбекю-вечеринка, и несколько друзей остались ночевать. Я проснулся ночью. Гудел ветер. Потом я почувствовал боль в животе и побежал в туалет. До этого дня… что-то было не так. Ну, не мог облегчиться, и все тут. В общем, ощутив спазм, я побежал на толчок. По пути глянул в окно: во дворе ветер гонял по кругу пустые пивные банки, они сталкивались и ритмично звякали. А потом… я сидел на толчке — и что-то вышло из тела. Не только то, что ты подумал. И в этот же момент ветер стих. Звяканье прекратилось. И я — каким-то… не знаю, внутренним чутьём — понял, что болезни больше нет, я её извергнул. Это было невероятное ощущение. Я побежал наверх, разбудил жену и радостно ей сообщил: „У меня больше нет рака! Я выздоровел. Только что от него избавился“. Она, конечно, решила, что я свихнулся. Но через пару дней я пошел к врачу и сдал анализы. Они были чисты. Кровь была в порядке. И доктор, сделав биопсию, сказал, что в опухоли больше нет раковых клеток. Он был поражен. А я стал верить.».

## Личная жизнь
Чак женат, есть дети. Жену Чака зовут Тиффани

## Дискография
- Testament — The Legacy (1987)
- Testament — The New Order (1988)
- Testament — Practice What You Preach (1989)
- Testament — Souls Of Black (1990)
- Testament — The Ritual (1992)
- Testament — Low (1994)
- Джеймс Мёрфи — Convergence (1996, гостевой вокал в песне «Touching the Earth»)
- Testament — Demonic (1997)
- Testament — The Gathering (1999)
- Джеймс Мёрфи — Feeding The Machine (1999, гостевой вокал в песне «No One Can Tell You»)
- Numbers from the Beast — «Fear of the Dark» (2006)
- Sadus — Out for Blood (гостевой вокал на композиции «Crazy») (2006)
- Dublin Death Patrol — DDP 4 Life (2007)
- Testament — The Formation Of Damnation (2008)
- Light This City — Stormchaser (гостевой вокал на композиции «Firehaven») (2008)
- Susperia — Attitude (гостевой вокал на композиции «Live My Dream») (2009)
- Testament — Dark Roots Of The Earth (2012)
- Dublin Death Patrol — Death Sentence (2012)
- Exodus — Blood In, Blood Out (бэк-вокал во всех треках) (2014)
- The Haunted — Exit Wounds (гостевой вокал в песне «Trend Killer») (2014)
- Metal Allegiance — Metal Allegiance (вокал в «Can`t Kill The Devil» и «We Rock») (2015)
- Testament — Brotherhood of the Snake (2016)
- Walls of Blood — Imperium (вокал в треке «Waiting to Die») (2019)
- Mark Morton — Anesthetic (вокал в треке «The Never») (2019)
- Killswitch Engage — Atonement (гостевой вокал в треке «The Crownless King») (2019)[14]
- Testament — Titans of Creation (2020)
- Lamb of God — Lamb of God (гостевой вокал в треке «Routes») (2020)[18]